# Neoeromene parvalis
Neoeromene parvalis là một loài bướm đêm trong họ Crambidae.